# Hochschule Zittau/Görlitz

Logo uczelni

Hochschule Zittau/Görlitz – uczelnia z siedzibą w Żytawie kontynuująca działalność Politechniki Żytawskiej (Technische Hochschule Zittau). Administracyjnie uczelnia podzielona jest na 8 wydziałów, z czego 6 ma swą siedzibę w Żytawie, natomiast dwa w Görlitz.

## Wydziały i kierunki
- Wydział Nauk Matematyczno-Przyrodniczych (Żytawa): biomatematyka, matematyka ekonomiczna, biotechnologia, biotechnologia z ekologią stosowaną (we współpracy z Międzynarodowym Instytutem Szkół Wyższych w Żytawie), chemia, ekologia z ochroną środowiska, Environmental Health & Safety Risk Management (w ramach Neisse University)
- Wydział Budownictwa (Żytawa): architektura, budownictwo, zachowawcza ochrona przeciwpożarowa, gospodarka mieszkaniowa i nieruchomościowa, energooszczędne systemy budowy i remontowania (we współpracy z Saksonską Akademią Budownictwa w Dreźnie), techniczne zarządzanie nieruchomościami
- Wydział Elektrotechniki i Techniki Informacji (Żytawa): elektrotechnika, mechatronika
- Wydział Budowy Maszyn (Żytawa): technika energetyczna, budowa maszyn, computational mechanics (we współpracy z Łużycką Wyższą Szkołą Zawodową w Cottbus oraz Uniwersytetem Zielonogórskim)
- Wydział Ekonomiczny (Żytawa, Görlitz): ekonomika przedsiębiorstw, turystyka, ekonomia inżynieryjna, technika systemów energetycznych/zarządzanie energią, zarządzanie w ochronie zdrowia, zarządzanie w gospodarce rynkowej
- Wydział Języków Obcych (Żytawa): tłumaczenia na język polski/niemiecki/angielski, tłumaczenia na język czeski/niemiecki/angielski
- Wydział Informatyki (Görlitz): informatyka, zarządzanie informacją i komunikacją
- Wydział Nauk Społecznych (Görlitz): pedagogika specjalna, praca społeczna, psychologia

## Historia
Historia szkolnictwa wyższego w Żytawie sięga roku 1836, kiedy w mieście założona została Szkoła Królewsko-Saksońska. Instytucje kontynuujące działalność tej szkoły tj. Szkoła Budownictwa czy Wyższa Szkoła Tkacka stały się bardzo szybko znane również poza obszarem Łużyc Górnych. Po wojnie, w roku 1951, powstała Wyższa Szkoła Inżynierska Gospodarki Energetycznej uznawana za główną szkołę energetyczną ówczesnej NRD. W roku 1969 szkołę przemianowano na Wyższą Szkołę Inżynierską. W roku 1988 uzyskała ona status politechniki z prawem nadawania stopni naukowych doktora i doktora habilitowanego.
W roku 1992 Politechnika Żytawska została połączona z mniejszą uczelnią inżynierską z Görlitz i nadano jej nazwę Wyższej Szkoły Techniki, Ekonomii i Nauk Społecznych. Nazwę tę zmieniono w 1999 roku na Uniwersytet Nauk Stosowanych Zittau/Görlitz (Hochschule Zittau/Görlitz – University of Applied Sciences).

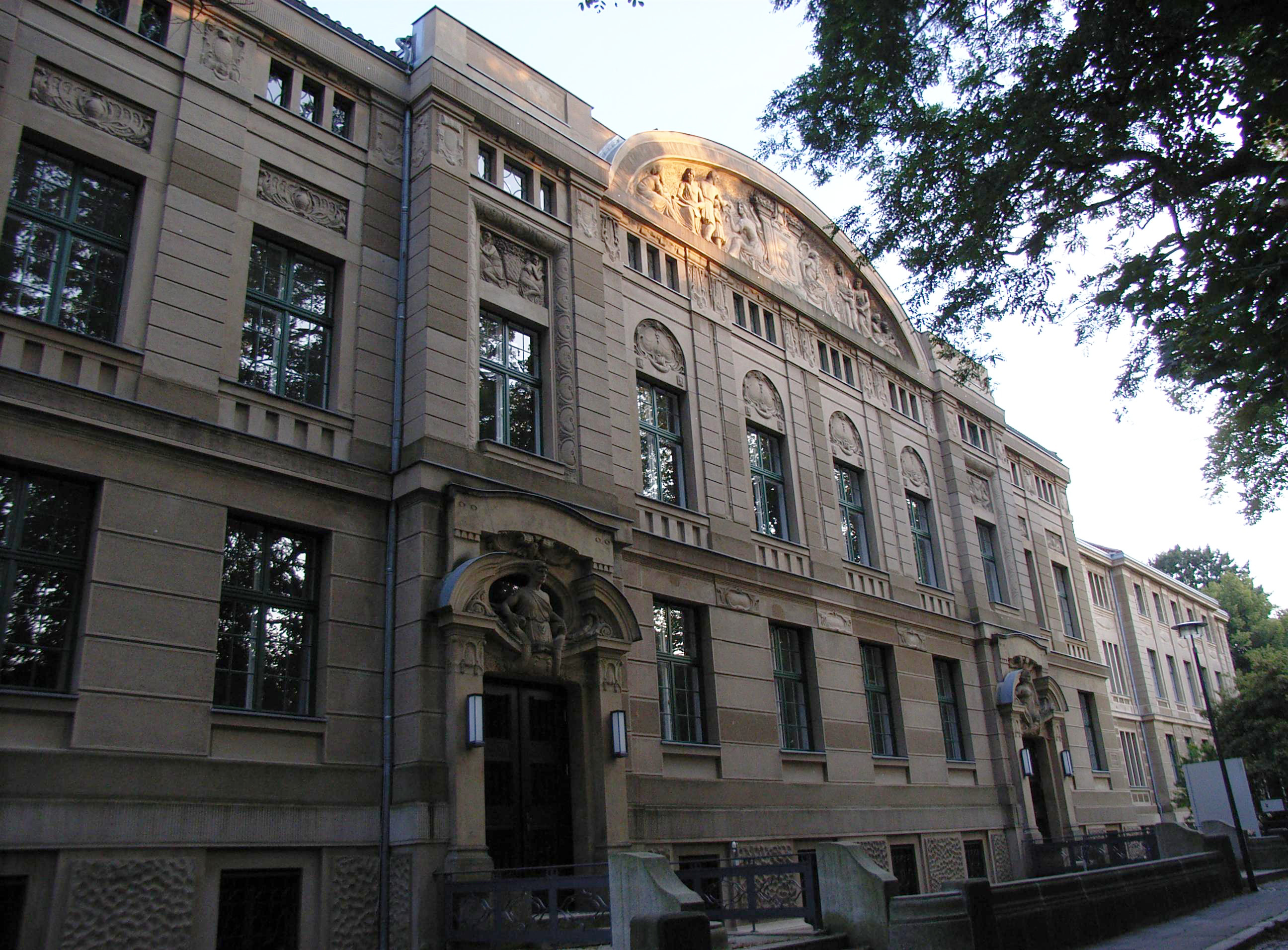
Campus Görlitz
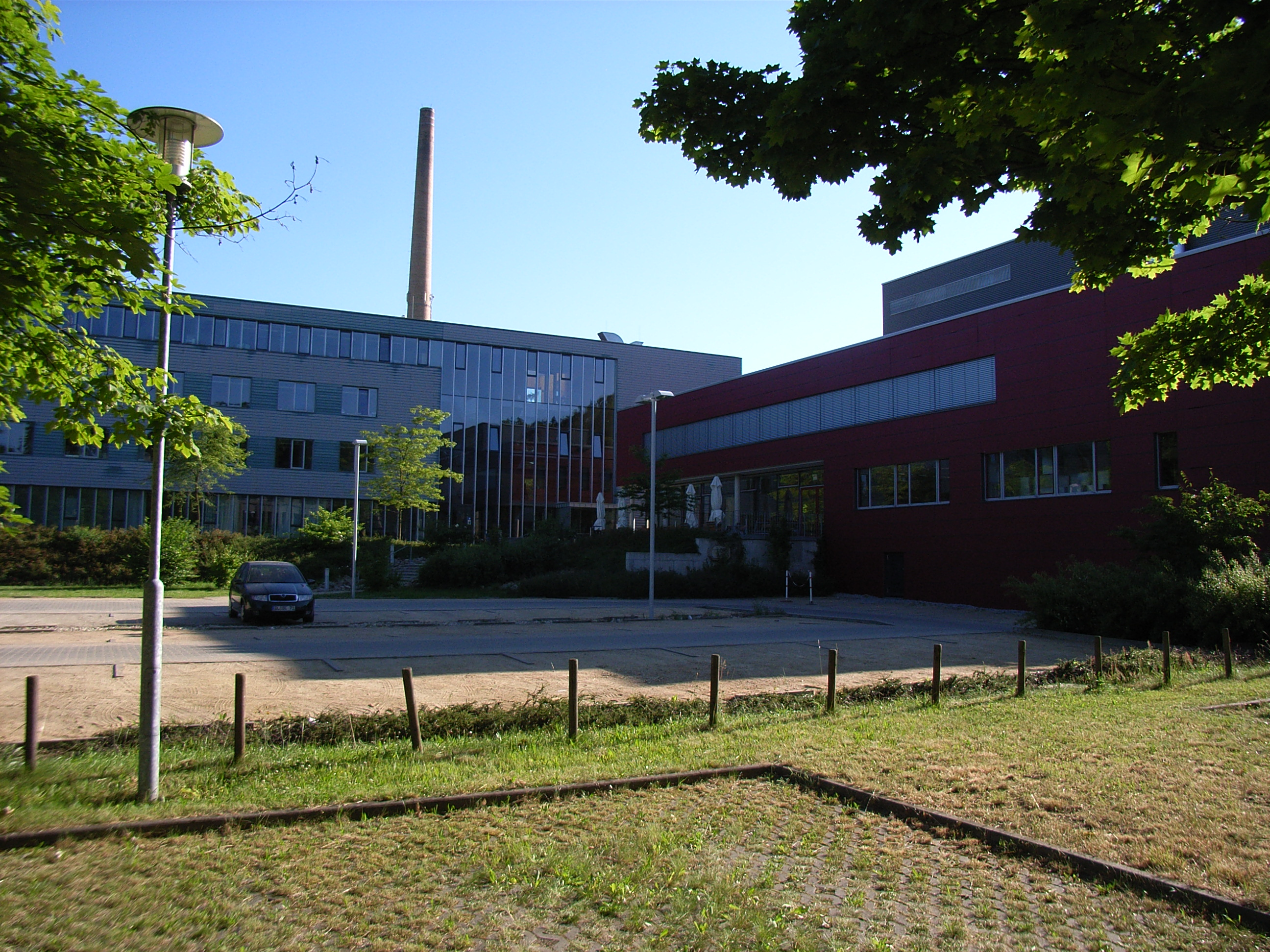
Campus Görlitz
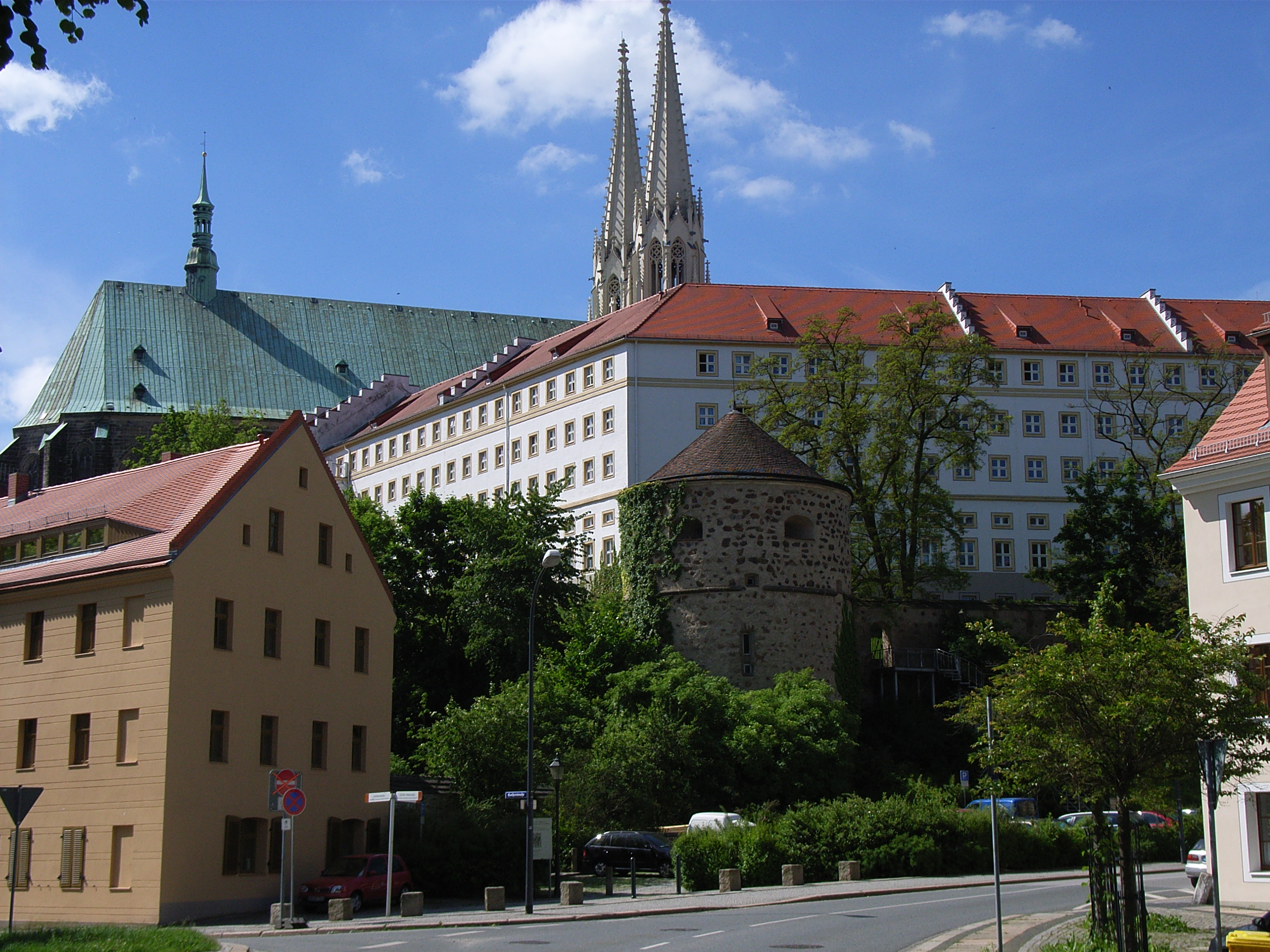
Vogtshof Görlitz, mieszkania studenckie

## Proces boloński
W ramach procesu bolońskiego struktura studiów na wielu kierunkach jest systematycznie zmieniana. Popularne dotychczas jednolite studia dyplomowe zastępowane są studiami dwustopniowymi na poziomie licencjackim/inżynierskim i magisterskim. Zakończenie tego procesu przewiduje się na rok 2010.

## Kooperatywne kształcenie inżynierskie
W ramach wielu kierunków technicznych istnieje możliwość studiów w ramach tzw. kooperatywnego kształcenia inżynierskiego. Studia te (trwające rok dłużej niż standardowe studia na uczelni) przeplatają regularnie wykłady i ćwiczenia na uczelni z wykształceniem praktycznym w wybranym przedsiębiorstwie. Absolwenci oprócz dyplomu ukończenia studiów otrzymują również certyfikat Izby Przemysłowo-Handlowej.

## Współpraca z uczelniami polskimi
Z racji swojego położenia Hochschule Zittau/Görlitz ściśle współpracuje z uczelniami zagranicznymi, przede wszystkim z terenu Polski i Czech. Oprócz standardowej współpracy w ramach programu SOCRATES i ERASMUS uczelnia jest obok Politechniki Śląskiej w Gliwicach, Uniwersytetu Ekonomicznego we Wrocławiu, Politechniki Libereckiej oraz Akademii Górniczej we Freibergu jednym ze współzałożycieli innej uczelni żytawskiej: Międzynarodowego Instytutu Szkół Wyższych (IHI Zittau). W 2003 roku wraz z Politechniką Wrocławską oraz Politechniką Liberecką uczelnia zainicjowała działanie Uniwersytetu Nysa, w ramach którego studenci odbywają studia anglojęzyczne w 3 krajach na uczelniach założycielskich. Poza tym w ramach kierunku computational mechanics uczelnia współpracuje z Uniwersytetem Zielonogórskim.